# هوغو دوناتو
هوغو دوناتو (بالإسبانية: Hugo Donato)‏ هو لاعب كرة قدم أرجنتيني في مركز الوسط، ولد في 25 أكتوبر 1974 في بوينس آيرس في الأرجنتين. لعب مع بانفيلد.